# Уилсон, Кэтлин
Кэ́тлин Уи́лсон (англ. Kathleen Wilson) — американская кёрлингистка.
В составе женской сборной США участница чемпионата мира 1982 (заняли восьмое место). Чемпионка США среди женщин (1982).
Играла на позиции первого.

## Достижения
- Чемпионат США по кёрлингу среди женщин: золото (1982).

## Команды
| Сезон   | Четвёртый   | Третий        | Второй      | Первый        | Турниры                        |
| ------- | ----------- | ------------- | ----------- | ------------- | ------------------------------ |
| 1981—82 | Рут Швенкер | Стефани Флинн | Донна Пурки | Кэтлин Уилсон | ЧСШАЖ 1982 · ЧМ 1982 (8 место) |

(скипы выделены полужирным шрифтом)